# Estadio Xalapeño
Das Estadio Xalapeño „Heriberto Jara Corona“ ist ein vorwiegend für Leichtathletik-Wettkämpfe genutztes Stadion mit einem Fußballfeld in Xalapa, der Hauptstadt des mexikanischen Bundesstaates Veracruz. Das Stadion wurde in den 1920er Jahren auf Initiative des seinerzeitigen Gouverneurs von Veracruz, General Heriberto Jara Corona, unter natürlichen Bedingungen errichtet und am 20. September 1925 im Zusammenwirken mit dem damaligen mexikanischen Präsidenten Plutarco Elías Calles offiziell eröffnet.

## Geschichte
Zu Beginn des 20. Jahrhunderts befand sich am seinerzeitigen südlichen Stadtrand zwischen den Hügeln von Melgarejo eine natürliche Senke, die im Volksmund La Alameda genannt wurde und auf deren Fläche Jugendliche regelmäßig Baseball spielten.
Auf diesem Gelände entstand die heutige Sportanlage mit dem nach dem Vorbild antiker griechischer Stadien errichteten Estadio Xalapeño, dessen olympische Atmosphäre durch Statuen mit griechischen Motiven noch verstärkt wird. Das Estadio Xalapeño ist eines der imposantesten Bauwerke der Stadt und gilt in architektonischer Hinsicht als das schönste Stadion des amerikanischen Kontinents und eines der zehn schönsten Stadien weltweit.
Das beinahe neunzig Jahre alte Stadion wurde mehrfach modernisiert, ohne dass sein ursprünglicher Stil verändert wurde. Die erste Modernisierung wurde 1967 vorgenommen, als unter anderem die Laufbahn auf acht Spuren und die Zuschauerkapazität auf 12.000 erweitert wurde. 1991 folgte die Errichtung einer Tartanbahn.
Im Laufe der Jahre wurde das Stadion auch für Baseball-, American-Football- und Fußballspiele genutzt. Darüber hinaus wurden religiöse und politische Veranstaltungen ausgetragen. Außerdem war es dreimal (1967, 1977 und 1991) Austragungsort der Leichtathletikmeisterschaften von Zentralamerika und der Karibik. Weltbekannte Athleten wie die Olympiasieger Alberto Juantorena (1976) und Tonique Williams-Darling (2004) sind im Estadio Xalapeño angetreten.